# Roncsfilm
A Roncsfilm – avagy mi van, ha győztünk? 1992-ben készült színes magyar filmszatíra. Rendezte Szomjas György. A film jeleneteit zömmel a Belső-Józsefváros lerobbant szektorában, a mai Corvin-negyed helyén, kisebb részben a Szigony utcai panelházak környékén forgatták.

## Történet
Akárcsak a Könnyű testi sértés és a Falfúró c. filmek esetében, Szomjas György és írótársa, Grunwalsky Ferenc itt is újságcikkekben olvasott, megtörtént eseményeket használt kiindulópontként. A színészek, akik között amatőrök és civilek egyaránt vannak (Bikácsy Gergely, Éles István, Fábry Sándor), a megadott keretek közt szabadon improvizálhattak. A történethez a legtöbbet a stáblistán dialógíróként is feltüntetett Szőke András tette hozzá, aki mellesleg Béla karakterét is alakította. A rendszerváltás körüli közhangulatra rezonáló filmalkotás nagy érdeklődést keltett, a Metró moziban három és fél éven át műsoron tartották. Azóta kultuszfilmmé vált, dialógjaiból szállóigék, korábban csak kevesek által ismert színészeiből (Szőke András, Badár Sándor, Mucsi Zoltán) a hazai filmgyártás jelentős alakjai lettek.

## Cselekmény
1989-et írunk, de nem is az év a lényeg, hanem a helyszín: a „nyócker”, közelebbről a Szigony utcai Gólya presszó, ahol elfuserált életű környékbeliek járnak össze, esznek-isznak (főleg isznak), kártyáznak, olykor dulakodnak és féltékenykednek, majd hazamennek és olyan dolgokat csinálnak, ami a kívülálló számára, aki ezt a belterjes és öntörvényű világot nem ismeri, értelmezhetetlen és összefüggéstelen történések abszurd, szürreális sorozatának tűnik. A házmester például túszul ejti a feleségét, a fiú tolókocsis apjára dobja az olajkályhát, ami a „faterral” együtt lángra lobban, a disznóvágásnál pedig a PB-gázzal elkábított hízó kidurran. Aztán másnap újra a kocsma, a környék epicentruma, ahol tovább zajlik az élet sűrűje...

## Szereplők
- Szirtes Ági – Sánta Gizi
- Mucsi Zoltán – Hunyadi Lajos „Kapa”
- Gáspár Sándor – Joó Géza
- Szőke András – Kisjuhász Béla, házmester
- Badár Sándor – ifj. Halász Jenő
- Rajhona Ádám – id. Halász Jenő
- Andorai Péter – Ádám
- Blaskó Péter – Lajos
- Pap Vera – Hajnalka
- Ujlaki Dénes – Rózsa Károly
- Lázár Kati – Rózsa Károlyné
- Bikácsy Gergely – szomszéd
- Fábry Sándor – nyomozó
- Hollósi Frigyes – Kefe Tibor, rendőr
- Éles István – Ede
- Tóth Éva – Évike
- Bánsági Ildikó – körzeti orvosnő
- Reviczky Gábor
- Viczkó Tibor
- Könyves Zsuzsa – Joli
- Kádár Flóra
- Horváth János
- Derzsi János
- Dengyel Iván
- Cserna Antal
- Szalay Kriszta
- Kari Györgyi
- Csere Ágnes
- Némedi Mari
- Czabán György

## Emlékezetes idézetek a filmből
- Lajos: „Az úr már vérző hassal érkezett a helyszínre.”
- Körzeti orvosnő: „Béla! Én vagyok!” Kisjuhász Béla: „Béla? Béla én vagyok!”
- Szomszéd: „Kisjuhász Béla, aki házmester a Szigony 24-ben, és ifjabb Halász Jenő tápért indultak, a disznajuk számára, akit közösen nevelnek, 40/60 százalékos tulajdoni arányban.”
- Lajos: „Megálljon, kedves uram, fizetni is kell!” Kisjuhász Béla: „Visszatettem.” Lajos: „Megöllek, a kurva anyádat!”
- Joó Géza: „Ne pofázz, mert rád borítok valamit!”
- ifj. Halász Jenő: „Ég a fater!”
- Lajos: „Te szarosok!”
- Lajos: „Majd jól elvérzesz.”
- Szomszéd: „Negyvenkettes lába van, de az esemény idején – illetve alkalmával – negyvenegy és feles méretű, gömbölyített orrú fekete cipőt viselt.”
- Szomszéd: „A ribizlibor, az a kerti asztalon volt, nem pedig a K. Sándorné ablaka alatt álló kisméretű, műanyag lappal fedett hokedlin!”
- Kisjuhász Béla: „Szar az egész.”
- Joó Géza: „Ez nem nemi erőszak, ez rablótámadás!”
- Kisjuhász Béla: „Elkaplak, Centrum Áruház!”
- Rózsa Károly: „Sodrófa nevezetű fadarab...”
- Joó Géza barátja: „Hagyd a francba, dögöljön meg!” Taxis: „Dögöljön meg maga!” (lefújja Géza barátját gázzal) Géza: „Ez gáz!” Taxis: „Te szemét!” Géza: „A szemét... fújtad le te állat!” CB-be: „Gyertek gyorsan, a f*sz kollegátok megbolondult, gyertek, mint a taxisok!”

## Érdekességek
- A film nemcsak kordokumentum, hanem helytörténeti jelentősége is van: a forgatás helyszínéül szolgáló lepusztult józsefvárosi környék szegények lakta régi bérházai, alacsony épületei és grundjai mára jórészt eltűntek: a 2010-es évek folyamán modern irodaépületeknek és lakónegyednek adták át a helyüket. A Szigony utcai lakótelep azonban nem sokat változott.
- A Gólya presszó helyszíne a filmben a Szigony utca, holott ez a csehó az 1880-as évektől a Bókay János utca 34. szám alatt üzemelt, és az utóda is ott működött 2013–2019 között.[1][2] (Ahol a házak kapubejárata is látható, többször feltűnnek a „B. J.” feliratú kukák.)
- A film elején, a Szigony utcai panelház tövében, a paradicsomos jelenetnél, amikor Kisjuhász és ifj. Halász tápért indulnak a disznajuk számára, egy valódi józsefvárosi prosti is felbukkan, testhez simuló, nyári, zöld miniruhában. A két kiéhezett kan kishíján összekap azon, hogy melyikükre mosolygott a bájait magamutogatóan kellető, dekoratív örömlány...